# Dick Verstegen
Dick Verstegen (Den Haag, 3 november 1940) is een Nederlands zenleraar, auteur en columnist.

## Biografie
Hij was na zijn opleiding van 1961 tot 2001 werkzaam als journalist (Nieuwe Haagse Courant, NRC, Brabant Pers/VNU-dagbladen), en circa 20 jaar als hoofdredacteur bij de VNU-dagbladen. In 2000 ging hij met VUT.
Na zijn leven als journalist stichtte Verstegen in 2000 een zencentrum in de regio Eindhoven. In 2010 richtte hij Zen Centrum Nijmegen op. Hij was leerling van Rients Ritskes van 1995 tot 2011. Sinds 2013 is hij leerling van Nico Tydeman (Niko Tenko roshi), geestelijk voorman van Zen Centrum Amsterdam. Deze wijdde hem in 2016 tot zenmonnik en gaf hem in 2017 Dharmatransmisie (shiho).  Bij die gelegenheid kreeg Verstegen de naam Butsugen (Boeddha-oog) en werd hij opgenomen in de White Plum Lineage als opvolger in de 83ste generatie van de Boeddha. Op 16 juni 2024 verleende zijn leraar hem inka, het zegel van ultiem vertrouwen. Daarbij ontving hij de naam Benji ('oorspronkelijk zwijgen').
Verstegen schreef zes boeken. Het laatste verscheen in 2023: Welkom in de werkelijkheid.

## Lineage
De zenboeddhistische stroming van Zen Centrum Nijmegen staat in de traditie van de White Plum Asanga. Deze werd door Taizan Maezumi in 1979 opgericht. De Dharmatransmissielijn werd vervolgens:
Taizan Meazumi - Dennis Gempo Merzel (1980) - Nico Tenko Roshi (2004) -> Dick Benji Verstegen Roshi (2017)

## Privé
Verstegen woont in de Heilig Landstichting.